# Згорњи Жерјавци
Згорњи Жерјавци (словен. Zgornji Žerjavci) су насељено место у општини Ленарт, Подравска регија, Словенија.

## Историја
До територијалне реорганизације у Словенији били су у саставу старе општине Ленарт.

## Становништво
У попису становништва из 2011. године, Згорњи Жерјавци су имали 261 становника.
| Број становника према пописима | Број становника према пописима | Број становника према пописима |
| ------------------------------ | ------------------------------ | ------------------------------ |
| 1991                           | 2002                           | 2011                           |
| 286                            | 265                            | 261                            |

Напомена: Године 1988. умањено за део насеља који је припојен насељу Ленарт в Словенских Горицах. Године 1989. увећан за део насеља Сподњи Порчич. Године 2016. извршена је мала размена територија између насеља Ленарт в Словенских Горицах и Згорњи Жерјавци.